# マゼラン (ガンダムシリーズ)
マゼラン（MAGELLAN）は、『ガンダムシリーズ』の、宇宙世紀を舞台にした作品に登場する架空の宇宙戦艦。初出は、1979年に放送されたテレビアニメ『機動戦士ガンダム』。「マゼラン級」とクラス名になったのは『モビルスーツバリエーション』の文字設定より。
作中の主人公側の勢力である地球連邦軍が運用する宇宙戦艦で、主に将官が座乗する。

## 概要
宇宙世紀0070年代の軍備増強計画にて就役した一番艦マゼランを筆頭に、いくつかの種類がある。本級は海上艦に倣った形状（艦尾の推進動力部を除く）だが、正面切った砲戦を前提に避弾経始を重視した楔形構造を採っている。艦体四面うち三面を上甲板とし、指揮所・砲塔をそれぞれに配置して上下（艦橋←→艦底方向）360度の射界を確保しているが、逆に主砲全門が重複して射界に収められるのは艦首方向の極狭い範囲に限られる。2連装メガ粒子砲塔7基や対空銃座など火力は充実しており、艦隊旗艦や主力艦として配備されている。旧世代の戦艦であるため長距離索敵と誘導兵器の使用を前提としており、外観からもジオン公国の平均的な軍艦に比べレーダーや火力が充実しているのが見てとれる。
基本的に遮蔽物のない宇宙空間では、いかにモビルスーツ（MS）といえども遠距離で探知され、長射程ビームや誘導ミサイルにより接近する以前に撃墜されてしまうと考えられていた。このため、戦前の連邦軍首脳部はMS戦決戦思想を軽んじてしまった。
しかし、想定を大幅に上回るジオン軍のミノフスキー粒子を用いた対電子戦により、マゼラン級は本来の持ち味が全く発揮できない状況に追い込まれ、ブリティッシュ作戦やルウム戦役では、MSによりほぼ一方的な惨敗を喫してしまった。そのため本級は不本意にも時代遅れの大艦巨砲主義の象徴、連邦軍の見掛け倒しの弱さの象徴と化してしまった。
一方で、ソロモン攻略戦でグワジン級グワランを中心とする艦隊をマゼラン・サラミス隊の砲撃戦により撃破しているほか、チベ級を一撃で貫通しそのまま一方的に撃破したりとさすがに攻撃力は高いようである。また無効化されはしたが、ビグ・ザムに対しては長距離からのメガ粒子ビームをかなりの密度で集中させている。
防御力に関してはテレビシリーズ本編中に確たる描写はないが、後発作品では意外に脆弱で、ビームライフルや通常弾頭のMSバズーカ数発（狙いどころ次第では一発）であえなく爆沈しているシーンがある（ただしこれは連邦艦・ジオン艦共に共通して見られる傾向であり、ムサイやチベ、ザンジバルなども、数発あるいは一撃で沈むシーンがよく見られる）。『機動戦士ガンダム THE ORIGIN』のOVA版では、第1章ではMSの対艦ライフル数発で装甲を撃ち抜かれて大破するなどなど防御力は脆弱な様子が表現されているが、一方でルウム戦役を描いた第5章や第6章ではムサイ級の砲撃を被弾しながら平然と撃ち返す、MSバズーカを数発被弾しながらなおも対空砲火を打ち上げるなど、「戦艦」の名に相応しい防御力を有することが描写されている。
ちなみに、ビンソン計画での建造艦はMS運用能力を付与されている。主に艦底部のバルジ部分をMSのハンガーブロックに改造し、簡易的なMS運用能力を得たほか、艦橋前部からボールを発進させることが可能となっている。また実戦ではMSの投入量を補うべく、甲板にMSを露天繋止し、戦闘時に一斉に発進させる様子も描かれている。
一年戦争時に存在したその他の派生型として、『モビルスーツバリエーション』では宇宙空母型であるトラファルガ級全通甲板型支援巡洋艦が設定されている。
『機動戦士ガンダム0083 STARDUST MEMORY』ではこれらを廃したマゼラン改級が就役（カタパルトらしい部分もあり、一応の運用能力があるとする説もある）しているが、これらはビンソン計画以前の生き残り艦の改修型とする説もある。ペガサス級強襲揚陸艦やトラファルガ級およびアンティータム級等の改装空母の就役と合わせ、MSは専用艦に任せる方針に変わったとも考えられるが、作品中にこれに関する具体的な設定は見られない。
サラミス級と異なり、『機動戦士Ζガンダム』以降の作品には登場しないため、エゥーゴ・ティターンズに配備されたとする情報も限られたものしかない。ただし、『機動戦士Ζガンダム』に登場した戦艦ラーディッシュ（アイリッシュタイプ）については、基本設計をマゼランに求めながら、技術革新による熱核反応炉とジェネレーターの小型化により設計そのものを縮小し、軽量化とコンパクト化を成し遂げた艦である、とする資料もある。また、アイリッシュタイプを「マゼラン級」とする資料もある。
一方、『ガンダム・センチネル』では艦首最前部の砲塔2基を撤去し、カタパルトデッキ（上面・下面にそれぞれ一面）・MS格納庫（搭載数12機）を設置したマゼラン級（改）が登場している。この改修により全体的には砲火力こそ低下したものの、引き続き上下360度を射界に収めている上、更に本格的なMS運用能力を獲得したため相対的な戦力は向上している。このマゼラン級（改）は連邦軍本星艦隊に配備されている。
メガ粒子砲は、テレビシリーズの設定資料（前方上方向以外の物）では、前方の連装メガ粒子主砲×2とサイズの異なる連装メガ粒子副砲×5を指す配置と見て取れる。しかしプラモデルなどでは全ての砲塔が同等の大きさで表現されており、それを参考にしたと思われる『MS IGLOO』版のマゼラン、『0083』版のマゼラン改も、連装メガ粒子主砲×7という解釈となっている。一方『THE ORIGIN』OVA版のマゼランは、テレビシリーズの設定資料と同じく連装メガ粒子主砲×2と連装メガ粒子副砲×5という配置になっている他、上部副砲前にミサイルVLSが追加されている。また、そのVLSを撤去する代わりに連装メガ粒子副砲を1基増設し、識別塗装が施された旗艦機能を持つ改良型「マゼラン改級戦術指揮艦」が設定されている。
メカデザインはテレビシリーズ版が大河原邦男、『ガンダム・センチネル』版があさのまさひこ。

## 同型艦

### マゼラン級
マゼラン（Magellan）
アニメ『機動戦士ガンダム』に登場。
ルナツー司令ワッケインが座乗。ノーマルスーツで潜入したシャアが指揮する部隊の仕掛けた機雷の爆発により、メインゲートで座礁。その後ホワイトベースが主砲でメインエンジンを砲撃、自沈処分された。
レナウン
『機動戦士ガンダム』に登場。
ソロモン攻略戦（チェンバロ作戦）時の第3艦隊旗艦。
マゼランに引き続き、ワッケインが座乗。テレビ版ではソロモン攻略戦に囮部隊の旗艦として参加、ホワイトベースらを従えソーラ・システム展開までの時間を稼ぎ、ソロモンを突破する。本艦はビンソン計画による後期型とみられ、艦底部のバルジ部分にグワジン級のようにモビルスーツのハンガーブロック、艦橋前方にボール専用の発進口を持つ。ただしカタパルト類は装備されていない。ソロモン陥落後の掃討戦においてテキサスコロニーでチベ級一隻を撃沈。その後シャアのザンジバル級と単艦で交戦、撃沈されている。劇場版では、ソロモン攻略戦で集中攻撃を受けながらもミサイルの全弾発射を敢行、チベ級を巻き添えにしながら轟沈した。なお、映像で確認できるマゼラン級のうち、ネームシップとこの艦だけが緑一色で塗装されている（劇場版では、シーンによって青だったり緑だったりと統一されていない）。
アナンケ（Ananke）
書籍『機動戦士ガンダム 戦略戦術大図鑑』及び、OVA『機動戦士ガンダム THE ORIGIN』に登場（艦籍番号：SBB-06）。
ルウム戦役時の連邦軍第1連合艦隊旗艦。
先のコロニー（アイランド・イフィッシュ）落としを阻止すべく交戦した連邦軍第4艦隊の残存兵力等と第1連合艦隊を組み、指揮権がレビル中将にあったため連合艦隊旗艦となる。ルウム戦役では艦艇数や戦闘機数では勝っていたものの、ジオン軍モビルスーツ部隊の前に連邦軍は敗退。この会戦中、旗艦アナンケは第7師団モビルスーツ大隊所属の特務小隊、通称「黒い三連星」のジェットストリームアタックによって撃破され、レビル中将も捕虜となった。
『THE ORIGIN』ではマゼラン改級戦術指揮艦で、ルウム戦役時の連邦宇宙軍第1・第3連合艦隊（レビル艦隊）旗艦。レビル中将指揮下でルナツーに駐留していた第1艦隊と地球から増援として打ち上げられた第3艦隊で連合艦隊を編成してルウムに進発する。急襲を受けたルウムからの救援要請によって救援艦隊を割かざるを得なかったものの、それでもジオン艦隊を圧倒する戦力を有していたが、ドズル・ザビの指揮下の下ティアンム中将麾下の第2艦隊との攻防で敗走したように見せかけて巧みに迂回して突入したジオン艦隊と、「黒い三連星」やシャアらジオン軍特別強襲大隊の襲撃によりレビル艦隊は敗退。アナンケもジオン艦隊の初撃でCICが破壊された上、黒い三連星によって大破・総員退艦に追い込まれ、ランチで脱出したレビル中将も捕虜となった。
ネレイド（Nerad）
『戦略戦術大図鑑』に登場。
ルウム戦役におけるロドニー・カニンガン准将の乗艦。味方艦艇を宙域から撤退させるため、しんがりをつとめた末に轟沈。
タイタン
『機動戦士ガンダム』及び、OVA『機動戦士ガンダム THE ORIGIN』に登場。
ジオン公国の宇宙要塞ソロモン攻略時の連邦軍第2連合艦隊旗艦であり、ソロモン攻略戦（チェンバロ作戦）の最高指揮官ティアンム中将の座乗艦。
ソーラ・システムのコントロール艦でもあり、一度目の照射でソロモン要塞に甚大なダメージを与え、迎撃に出たグワラン艦隊も撃破。その後MS隊を発進させて総攻撃をかける。その後、二度目のソーラ・システム照射によってジオン艦隊残存戦力を撃破して連邦軍の勝利が決した直後、ドズル・ザビが操縦するビグ・ザムの大型メガ粒子砲の直撃を受け撃沈。ティアンム中将も艦と運命を共にした。劇中の艦艇では珍しく、オペレーターが「タイタンより各艦へ」と発言して、作中で固有の艦名を明かしている。
『THE ORIGIN』ではアナンケと同じマゼラン改級戦術指揮艦で、ルウム戦役時の連邦宇宙軍第2艦隊旗艦。ルウム戦役ではティアンム中将の指揮の下、連邦軍本隊のレビル艦隊の先遣部隊としてドズル・ザビ指揮するジオン艦隊と交戦し圧倒するが、追撃に移行した段階でジオン艦隊が敗走に見せかけて巧みに散開・転進したことで見失う。そのまま艦隊を率いて前進を続け、遂にジオン軍総旗艦であるグレート・デギンを発見してジオン本国まであと一歩の所にまで迫るが、ジオン本国攻撃こそ可能なもののその防衛戦力が未知数だったこと、グレート・デギンを撃沈した際の政治的影響、そして本隊たるレビル艦隊がジオン軍によって壊滅したことなどからティアンム中将は艦隊を転進させ、レビル艦隊の救援に向かった。
ヒペリオン
『戦略戦術大図鑑』に登場。
ソロモン攻略後の連邦軍第6艦隊旗艦であり、ダグラス・ベーダー中将の座乗艦。ア・バオア・クー攻略作戦（星一号作戦）にて航行不能なほどのダメージを受けるも、要塞に着底させられ味方の突破口を開いた。
フェーベ（Ferve）
『機動戦士ガンダム』に登場。
ソロモン攻略後の連邦軍第1連合艦隊旗艦であり、レビル将軍の座乗艦。ア・バオア・クー攻略作戦の指揮を執るためにレビル将軍が座乗していたが、宇宙世紀0079年12月30日、独断でレビル将軍と和平交渉を行おうとしたデギン・ソド・ザビ公王の座乗艦であるグワジン級戦艦グレート・デギンが接舷した瞬間、ギレン・ザビ総帥が作戦予定時間を前倒しして発射したソーラ・レイの照射を受けてフェーベは蒸発、レビル将軍も戦死した。このときのソーラ・レイ照射で集結していた連邦軍宇宙艦隊は総数の約3分の1（同時期宇宙に展開していた連邦戦力の約3割といわれる）を失い、デギン公王もグレート・デギンと共に蒸発した。
ルザル（Luzal / Ruzal）
『機動戦士ガンダム』に登場（艦籍番号：SBB-17）
ソーラ・レイを受けた後の連邦残存艦隊のうち、宇宙要塞ア・バオア・クーの「Sポイント」へ侵攻する隊（ホワイトベースを含む隊）の旗艦となった艦。
シャアの搭乗するジオングの指先に搭載されたビーム砲の斉射の直撃を受け、周囲のサラミス級巡洋艦数艦を巻き添えに爆沈した。
漫画『機動戦士ガンダム THE ORIGIN』においてはワッケインの座乗艦兼艦隊旗艦とされ、ア・バオア・クー攻略作戦の総指揮を取ったが、後背からキシリア指揮下のドロスに襲われ、ドロスの巨砲による射程外からの砲撃を受けて轟沈、艦隊も全滅している。
ドラッグ
小説版『機動戦士ガンダム』に登場。
小説版におけるレビル将軍の指揮する連邦軍第1連合艦隊旗艦。ア・バオア・クー攻略作戦で指揮を執ったが、ソーラ・レイの照射を浴びてア・バオア・クーもろとも蒸発した。
ハル
小説版『機動戦士ガンダム』に登場。
第13独立戦隊旗艦であり、ワッケイン大佐が座乗。ペガサスを隊に加えてルナツーを発し、テキサス・コロニーにてマ・クベ艦隊と交戦、チベを半壊に追い込むものの、エンジンに直撃を受け轟沈。
ゲイバッハ
小説『密会〜アムロとララァ』に登場。
ア・バオア・クー戦へ向かうためコンペイトウ（ソロモン）へ停泊していたが、エルメスにより撃沈。
ウィスコンシン
『戦略戦術大図鑑』に登場。
第2宇宙軍所属。一年戦争に参加。
オーウェル
ゲーム『GUNDAM TACTICS MOBILITY FLEET0079』に登場。
一年戦争に参加。
ガーランド
『GUNDAM TACTICS MOBILITY FLEET0079』に登場。
シャアの強襲後、サイド7に残った難民をサイド6へ運ぶ輸送艦隊を、サラミス級「オーランド」と共に護衛した。
タタール
小説『BALL・PILOT 133-28』に登場。
ア・バオア・クー戦で先陣を切った艦。
ナッシュビル
小説『ガンダム・カバード ネメシスの天秤』に登場。
ネメシス艦隊の旗艦。宇宙でカバードを回収した。カバード隊のおとりとなり撃沈。なお、サラミス級にも同名の艦が存在する。
タイコンデロガ
漫画『魔法の少尉ブラスターマリ』に登場。
ア・バオア・クー戦直前にサイド3へと侵攻した特務艦隊の旗艦。指揮下のサラミス級とともに南極条約違反の核ミサイルを搭載していた。
ナイアッド
漫画『機動戦士ガンダム C.D.A. 若き彗星の肖像』に登場。
宇宙世紀0081年、小惑星帯機動艦隊所属の艦としてジオン公国残党が潜む小惑星基地アクシズ制圧に出動するが、同年12月にジオン公国残党へ降伏。
翌宇宙世紀0082年1月、小惑星基地アクシズに勾留されていた地球連邦軍兵士40余名が本艦を奪い、地球圏へ向けて小惑星アクシズ宙域の岩塊密集域付近まで逃走するが、シャアの搭乗するゲルググがバズーカでメインエンジンを一撃、轟沈する。
ジュリエット
漫画『機動戦士ガンダム C.D.A. 若き彗星の肖像』に登場。
ナイアッドの僚艦。
リズモア
漫画『機動戦士ガンダム C.D.A. 若き彗星の肖像』に登場。
ティターンズ所属のゲルガナ小隊の艦。宇宙世紀0084年、サイド1のブレックス・フォーラら反地球連邦活動家の会合襲撃に派遣されるが、シャアらジオン軍残党の攻撃によって轟沈した。
キリマンジャロ、フッド
雑誌企画『ガンダム・センチネル』に登場。
宇宙世紀0088年、ティターンズ残党の青年将校によって結成された反乱軍ニューディサイズの旗艦。改装によりモビルスーツの搭載、運用能力が付加されている。
フッドはキリマンジャロの僚艦。
サマービル（Somerville）
アニメ『機動戦士ガンダム THE ORIGIN I 青い瞳のキャスバル』冒頭に登場（艦籍番号：SBB-21）。名称（英文表記のみ）および艦籍番号は劇中のブリッジのモニターによる。
ルウム戦役でシャアが操縦するザクIIの対艦ライフルの攻撃が艦橋に命中。その後動力炉が大破した。
ジャーヴィス (Jarvis)
サマービル同様『青い瞳のキャスバル』冒頭に登場（艦籍番号：SBB-09）。名称（英文表記のみ）および艦籍番号は劇中のブリッジのモニターによる。
ルウム戦役でシャアが操縦するザクIIの攻撃を受ける。
フォレスタル（Forrestal）
アニメ『機動戦士ガンダム THE ORIGIN VI 誕生 赤い彗星』に登場。
ルウム戦役におけるレビル艦隊所属の第5戦艦戦隊2番艦で、シャア・アズナブル中尉が最初に攻撃目標にした艦。
ゼビュロス
漫画『機動戦士ガンダム アグレッサー』に登場。
第23独立艦隊の旗艦。アグレッサーと呼ばれるジオン亡命部隊を傘下に保有する。一年戦争後半の戦艦である事からMSの搭載・運用能力を持っており、運用搭載MS数は2機となる。マゼラン級としては珍しく、モビルスーツ展開用のカタパルトを追加された改装艦であり、艦艇面のハッチが展開する事でMSカタパルトとしても動作する。ただし元々ただの格納庫だった部分を無理やりMSデッキへと改装している事もあり、テストもロクにされないままジャブローから打ち上げられた無理も祟って、初運用時はシステムトラブルが発生するなどの難点もあった。

### マゼラン改（0083版）
ツーロン
OVA『機動戦士ガンダム0083 STARDUST MEMORY』に登場。
宇宙世紀0083年時、コンペイ島守備艦隊の旗艦。
鎮守府司令ステファン・ヘボン少将が座乗し、核攻撃を受けた後に残存艦艇を再編してデラーズ・フリートに奪取されたコロニーを追撃した。
ノースカロライナ
書籍『機動戦士Ζガンダム フィルムブック パート2』で言及。
グリプス戦役に参加。

### マゼラン改（センチネル版）
ブル・ラン、マレンゴ
『ガンダム・センチネル』に登場。
ニューディサイズ討伐隊の本隊として派遣された地球本星艦隊X分遣艦隊（エイノー艦隊）の旗艦。マゼラン改級（マレンゴはマゼラン改級改とも）。
しかし、艦隊を指揮していたブライアン・エイノー提督がニューディサイズ側の情報工作もあって叛乱を起こして艦隊の殆どと共にニューディサイズ側に寝返り、討伐隊先遣として派遣されていたα任務部隊や、新たな討伐隊本隊として出撃した本星艦隊と交戦する。
マレンゴはブル・ランの僚艦で艦隊旗艦とされていた。
ナガト、シャルンホルスト
『ガンダム・センチネル』に登場。
ニューディサイズ討伐に派遣された地球連邦軍艦隊に所属するマゼラン改級。それぞれ本星艦隊旗艦、本隊旗艦とされる。
エイノー艦隊がニューディサイズ側に寝返ったことを受けて急遽新編成された討伐隊本隊として出撃し、α任務部隊と合流してニューディサイズ及びエイノー艦隊と交戦する。